# Украинское (Краснодарский край)
Украинское — упразднённое село в Новокубанском районе Краснодарского края России. На момент упразднения входило в состав Новосельского сельского округа. Исключено из учётных данных в 1997 году.

## География
Располагалось восточнее федеральной трассы Р217 «Кавказ», в 6,5 км, по прямой, к юго-западу от села Новосельское.

## История
По данным на 1925 год хутор Украй состоял из 80 хозяйств. В административном отношении входил в состав Бароновского сельсовета Армавирского района Армавирского округа Северо-Кавказского края.
Постановлением заксобрания Краснодарского края от 27 мая 1997 года № 639-П село исключено из учётных данных.

## Население
По данным на 1925 год на хуторе проживало 428 человек, в том числе 238 мужчин и 190 женщин.